# Fraunhofer-Institut für Offene Kommunikationssysteme
Das Fraunhofer-Institut für Offene Kommunikationssysteme (FOKUS) ist eine Einrichtung der Fraunhofer-Gesellschaft zur Förderung der angewandten Forschung e. V. Das Institut hat seinen Sitz in Berlin (Charlottenburg), seine Aktivitäten sind der angewandten Forschung und Entwicklung im Bereich Informations- und Kommunikationstechnologie zuzuordnen. Das Institut wird von Manfred Hauswirth geleitet. Manfred Hauswirth hat zusätzlich eine Professur an der Technischen Universität Berlin, Fachgebiet Open Distributed Systems, inne.
Fraunhofer FOKUS ist Teil des interdisziplinären Weizenbaum-Instituts für die vernetzte Gesellschaft, eines vom Bundesministerium für Bildung und Forschung geförderten Verbundprojekts.

## Geschichte
Das Forschungsinstitut für Offene Kommunikationssysteme FOKUS wurde im Jahr 1988 als ein Institut der ehemaligen Gesellschaft für Mathematik und Datenverarbeitung GmbH (GMD) gegründet. Seit der Fusion von GMD und Fraunhofer im Juli 2001 ist FOKUS ein Institut der Fraunhofer-Gesellschaft. Im Jahr 2012 wurden die drei IuK-Institute FOKUS, FIRST und ISST-Berlin unter dem Namen Fraunhofer FOKUS zusammengeführt. Im Oktober 2014 wurde Manfred Hauswirth zum geschäftsführenden Institutsleiter. Am 1. Januar 2015 wurde Ina Schieferdecker in die Institutsleitung berufen. Am 1. Oktober 2019 verließ Ina Schieferdecker Fraunhofer FOKUS aufgrund ihrer Ernennung zur Abteilungsleiterin im Bundesministerium für Bildung und Forschung (BMBF).

## Forschungsthemen
Schwerpunkt ist die praxisorientierte Erforschung und Umsetzung der Digitalen Vernetzung. Fraunhofer FOKUS unterstützt Wirtschaftsunternehmen und öffentliche Verwaltungen in der Gestaltung des digitalen Wandels. Dabei versteht das Institut Digitalisierung und Vernetzung aus technischer, wirtschaftlicher und gesellschaftlicher Perspektive. Dies umfasst das ganzheitliche Zusammenspiel von Systemen, Dingen, Organisationen, Prozessen und Menschen von der rein technischen Dimension bis hin zum sozio-technischen System. Dafür bietet es Forschungsleistungen entlang des gesamten Entwicklungsprozesses verteilter Systeme, von der Anforderungsanalyse über Beratung, Machbarkeitsstudien, Technologieentwicklung bis hin zu Prototypen und Piloten. Fraunhofer FOKUS deckt mit seinen Geschäftsbereichen folgende Anwendungsfelder ab:
- Telekommunikation und Information
- Digitale Medien und Kultur
- Schutz kritischer Infrastrukturen und digitale Sicherheit
- Industrie und Produktion
- Verkehrswesen, Transport, Luft- und Raumfahrt
- Verwaltung und öffentliches Leben
- Gesundheit und Versorgung

Für Unternehmen und öffentliche Verwaltungen ist Fraunhofer FOKUS ein neutraler Partner, der sich aktiv in internationale Standardisierungsgremien einbringt und interoperable, domainspezifische, aber auch domainübergreifende Lösungen umsetzt. Grundlage dafür ist eine breit gefächerte Laborinfrastruktur, in der interdisziplinäre Teams aus Wissenschaft und Technik mit Anwendern aus Industrie und Verwaltung relevante Forschungsfragen und Use Cases experimentell bearbeiten. Dies umfasst sowohl Labs und Testbeds mit technologischem Fokus als auch Demonstrations- und Diskussionsräume, um Technologien, Vorgehensweisen und Lösungen anwendungsnah zu erproben, neue Märkte und die spezifischen Anforderungen der Endanwender über die aktuellen Kapazitäten der Industrie hinaus zu eruieren und künftige Innovationen zu initiieren.
So wurde u. a. am Fraunhofer FOKUS das SIP-Protokoll entwickelt, das zum Standard für die Voice-over-IP- und Internettelefonie geworden ist. Darüber hinaus unterstützte das Fraunhofer FOKUS maßgeblich die Einführung des neuen Personalausweises in Deutschland im Jahr 2010. Dazu kommen eine Vielzahl von digitalen Lösungen, welche die Innovationskraft der nationalen und europäischen Wirtschaft und Verwaltung sichern, das Gemeinwohl fördern, zum Beispiel durch Datensouveränität, Warnsysteme sowie Barrierefreiheit und Inklusion, und die nationale und europäische digitale Souveränität und Resilienz in systemrelevanten Bereichen stärken.
Die Forschung ist fokussiert auf die drei strategischen Themen Künstliche Intelligenz, Quantencomputing und Nachhaltigkeit sowie die vier Anwendungsfelder Digitale Vernetzung, Digitales Leben, Digitaler Staat und Sicherheit/Zertifizierung.

## Geschäftsbereiche
Die organisatorische Basis des Instituts bilden sieben Geschäftsbereiche:
- Der Geschäftsbereich Digital Public Services (DPS) bündelt die Aktivitäten rund um eGovernment und Öffentliche IT. Er unterstützt Politik, Verwaltung und Wirtschaft bei der strategischen Umsetzung von interoperablen und sicheren IKT-Lösungen im öffentlichen Raum und in der öffentlichen Verwaltung.[20]
- Der Geschäftsbereich Future Applications and Media (FAME) bietet Unternehmen das technische Know-how für interaktive Medienanwendungen.[21]
- Der Geschäftsbereich Quality Engineering (SQC) bietet Methoden, Prozesse und Werkzeuge für die Entwicklung und Qualitätssicherung von softwareintensiven Systemen, die in städtischen Infrastrukturen, Autos, Bahnen, Fabriken oder Flugzeugen zentrale und oft sicherheitskritische Funktionen übernehmen.[22]
- Der Geschäftsbereich Smart Mobility (ASCT) entwickelt Lösungen für das automatisierte Fahren, für eine integrierte urbane Mobilität, implementiert kooperative und kollaborative Fahrerassistenzsysteme und unterstützt seine Partner bei der Validierung von Prototypen hinsichtlich Standardkonformität, bei der Wirkungsanalyse und bei der Durchführung von Feldtests.[23]
- Der Geschäftsbereich Software-based Networks (NGNI) arbeitet an echtzeitfähigen, Software-basierten Kommunikationsplattformen. Sie ermöglichen hochgradig angepasste, aber offene Mobilfunknetze, z. B. private Campusnetze für die intelligente Produktion oder öffentliche Sicherheit.[24]
- Der Geschäftsbereich Vernetzte Sicherheit (ESPRI) entwickelt Konzepte, Vorgehensweisen und Technologien für die vernetzte Sicherheit und Gesundheit.[25]

## Zentren
In fünf Zentren arbeitet Fraunhofer FOKUS mit Partnern aus Forschung, Industrie, Verwaltung und Politik in Technologie-, Themen- und Zielgruppenübergreifenden Ansätzen zusammen:
- 5G Berlin – Fraunhofer FOKUS und Fraunhofer HHI bieten in einem Zusammenschluss mit Herstellern, Netzbetreibern und Forschungseinrichtungen mit dem Testbed 5G Berlin die kommunikationstechnische Infrastruktur, um 5G frühzeitig prototypisch zu realisieren.
- Innovationszentrum Telehealth Technologies – das befasst sich mit dem Aufbau von interoperablen Informations- und Kommunikationssystemen für die medizinische Versorgung.
- IT4Energy-Zentrum – Fraunhofer FOKUS entwickelt hier Informations- und Kommunikationslösungen für eine optimale Nutzung vorhandener Ressourcen und sorgt für eine datenschutz- und standardkonforme Vernetzung.
- Leistungszentrum »Digitale Vernetzung« – im Zentrum der gemeinsamen Arbeit der vier Berliner Fraunhofer-Institute FOKUS, HHI, IPK und IZM kooperieren stehen Technologien und Lösungen, die der zunehmenden Digitalisierung und Vernetzung aller Lebensbereiche Rechnung tragen.
- Fraunhofer SIRIOS – vereint die Expertise von vier Fraunhofer-Instituten in den Bereichen Simulation, Lagebilder, Krisenkommunikation und Visualisierung bietet ein gebündeltes Leistungsangebot für aktuelle Herausforderungen in der öffentlichen Sicherheit.

## Infrastruktur
In sechs Geschäftsfeldern mit rund 450 Mitarbeiterinnen und Mitarbeitern in Berlin sowie einem jährlichen Budget von derzeit 45 Millionen Euro zählt Fraunhofer FOKUS zu den größten Instituten der Informations- und Kommunikationstechnologie in der Fraunhofer-Gesellschaft. Das Institut erwirtschaftet rund 74 Prozent seines Budgets aus Aufträgen der Industrie und der öffentlichen Hand.